# Metropolis 2000: Scenes from New York
A Metropolis 2000: Scenes from New York a Dream Theater koncertvideója, mely 2001-ben jelent meg. Az anyagon a zenekar a teljes Metropolis Pt. 2: Scenes from a Memory albumot beiktatja a programba. Emellett 5 bónuszfelvétel látható köztük az A Change of Seasons teljes hosszúságában. A koncerten már Jordan Rudess látható a felvételeken. A DVD változaton egy kisfilm is megtekinthető a rajongókról és a zenekarról.

## Számlista
1. Act 1, Scene 1: Regression – 2:46
2. Act 1, Scene 2: Part I. Overture 1928 – 3:32
3. Act 1, Scene 2: Part II. Strange Deja Vu – 5:02
4. Act 1, Scene 3: Part I. Through My Words – 1:42
5. Act 1, Scene 3: Part II. Fatal Tragedy – 6:21
6. Act 1, Scene 4: Beyond This Life – 11:26
7. John and Theresa Solo Spot - 3:14
8. Act 1, Scene 5: Through Her Eyes – 6:17
9. Act 2, Scene 6: Home – 13:21
10. Act 2, Scene 7: Part I. The Dance of Eternity – 6:24
11. Act 2, Scene 7: Part II: One Last Time – 4:11
12. Act 2, Scene 8: The Spirit Carries On – 7:40
13. Act 2, Scene 9: Finally Free – 10:59

### Bónusz számok
1. Erotomania – 7:22
2. Voices – 9:45
3. The Silent Man – 5:09
4. Learning to Live – 14:02
5. A Change of Seasons – 24:35